# Зибенхофер, Рамона
Рамо́на Зи́бенхофер (нем. Ramona Siebenhofer; 29 июля 1991, Тамсвег) — австрийская горнолыжница. Победительница этапов Кубка мира, участница Олимпийских игр 2018 и 2022 годов. Специализируется в скоростных дисциплинах.

## Карьера
Спортсменка начала выступление на международных соревнованиях в 2009 году. В феврале она участвовала в своих первых соревнованиях Кубка Европы, а в следующем месяце её вызвали на юношеский чемпионат мира в Гармиш-Партенкирхене. Здесь она стала четвёртой в супергиганте.
В декабре 2009 года появились первые подиумы и первые победы в Континентальном первенстве, что позволило ей дебютировать на этапе Кубка мира 28 декабря в гигантском слаломе, однако она сошла с дистанции и не смогла показать первый личный результат. Менее чем через двадцать дней, 16 января, заняла шестое место в гигантском слаломе в Мариборе, и получила первые очки в зачёт Кубка мира. В конце сезона она стала второй в общем зачете Кубка Европы, уступив только немецкой горнолыжнице Лене Дюрр. В сезоне 2012 года она выиграла абсолютный кубок Европы.
4 декабря 2015 года, в США, в скоростном спуске она взошла на свой первый подиум в Кубке мира (третье место); на чемпионате мира в Санкт-Морице 2017 году дебютировала, заняв 9-е место в скоростном спуске.
На зимних Олимпийских играх 2018 года в Пхёнчхане заняла 10-е место в скоростном спуске и 7-е в комбинации.
В сезоне 2018/19, 18 января 2019 года, на этапе в Кортине-д’Ампеццо показала лучшее время в скоростном спуске и впервые в Кубке мира одержала победу. На следующий день она вновь одержала победу на трассе скоростного спуска. На чемпионате мира 2019 года заняла 4-е место в комбинации.
Завершила карьеру после сезона 2022/23.

## Выступления на крупнейших соревнованиях

### Олимпийские игры
| Олимпийские игры | Скоростной спуск | Супергигант | Гигантский слалом | Слалом | Комбинация | Команды |
| ---------------- | ---------------- | ----------- | ----------------- | ------ | ---------- | ------- |
| 2018 Пхёнчхан    | 10               | —           | —                 | —      | 7          | —       |
| 2022 Пекин       | 12               | —           | DNF2              | —      | 7          | —       |

### Победы на этапах Кубка мира (2)
| № | Сезон   | Дата        | Место             | Дисциплина           |
| - | ------- | ----------- | ----------------- | -------------------- |
| 1 | 2018/19 | 18 янв 2019 | Кортина-д’Ампеццо | Скоростной спуск     |
| 2 | 2018/19 | 19 янв 2019 | Кортина-д’Ампеццо | Скоростной спуск (2) |